# 内山亜紀
内山 亜紀（うちやま あき、1952年2月29日 - ）は、日本の漫画家。
東京都板橋区出身。本名の野口 正之名義で作品を発表していた時期もある。ロリコン漫画を描くことで知られる。

## 経歴
東京デザイナー学院卒業後、会社勤務を経て『まんぱコミック』1977年6月号に掲載された『怪人豊島区巣鴨にのくのにじゅうはち』（野口正之名義）で漫画家デビュー。最初期は吾妻ひでおタッチだったが、三流劇画誌で再デビュー以降は劇画タッチの標準的な成人漫画も描いていた。やがて内山亜紀名義でロリコン漫画を描き始めて人気を博したが、注文が来たので描いていただけで、当初はロリコンという言葉すら知らなかったという。意識して描くようになったのは、みのり書房の『月刊OUT』『月刊Peke』に作品を発表し始めた1979年頃からのことである。やがて1980年代初頭にはロリコン漫画の売れっ子ナンバーワンとなり、一時期は月産160ページを誇っていた。

## 作風
ロリコンブームの最盛期には『週刊少年チャンピオン』に連載『あんどろトリオ』を執筆。一方で美少女コミック誌『レモンピープル』ではそのパロディ『あんころトリオ』を連載した。この2作も含めて、この頃の作品には「つかさ」という名前の7～10歳の幼女が身近な成人男性にわいせつ行為を受けるという内容の物が多く、その多くにオムツプレイが登場している。中には亜紀本人がロリコン青年として登場し、そうした行為に及ぶ作品もいくつか見られる。
1984年放送のTVアニメ『超時空騎団サザンクロス』の初期キャラクターデザインを手掛けたが、結局ボツになっている。1990年代以降は10代少女を題材にした作品が主になっている。

## 作品リスト

### 野口正之名義
- つらいぜジュリー（1981年・原作・やまさき十三　週刊漫画アクション連載、全1巻）

### 内山亜紀名義
- 愛しの妖精（1980年・久保書店）
- 夢みる妖精（1981年・久保書店）
- りぼんと妖精（1981年・久保書店）
- 少女人形（1981年・久保書店）
- 気ままな妖精（1982年・久保書店）
- ロリコン・パーティ（1982年・久保書店）
- あんどろトリオ（1982年・週刊少年チャンピオン連載、全4巻）
- おあそびロリータ（1982年・光彩書房）
- ロリコン・ロック（1982年・檸檬社）
- ロリコン・ラブ（1982年・久保書店）
- プリティ天使（1982年・東京三世社）
- 恋する妖精（1983年・久保書店）
- オビョーキ少女（1983年・一水社）
- ペーパーミッドナイト（1983年・東京三世社）
- つかさの秘密（1983年・辰巳出版）
- シャボン玉ホリデー（1983年・久保書店）
- つかさの青い体験（1983年・辰巳出版）
- おジャンプ少女（1984年・一水社）
- ラブリー天使（1984年・東京三世社）
- ニャンニャンプリンセス（1984年・久保書店）
- 今日子のソフトクリーム（1984年・辰巳出版）
- ロリコンABC（1984年・久保書店）
- あんころトリオ（1984年・久保書店）
- ロリコン・ランド（1984年・サン出版）
- 夕貴のロリコンショック（1985年・辰巳出版）
- 亜紀ファンタジー（1985年・司書房）
- パイナップル・プリンセス（1991年・ 久保書店）
- 女子宙学生（1992年・久保書店）
- AVエンジェル（1993年・久保書店）
- 美少女グルメ倶楽部（1993年・久保書店）
- ブルセラ白書（1994年・久保書店）
- 美少女ドクター（1994年・久保書店）
- 美少女ナタデココ（1994年・久保書店）
- やおいちゃん　イエローカード（1994年・久保書店）
- 美少女ゆめゆめ日記　イエローカード（1994年・久保書店）
- ロリロリ快楽園（1997年・シュベール出版）
- あぶないチャイドル（1997年・シュベール出版）
- H美少女カンパニー（1998年・久保書店）
- BABY MIX（1999年・シュベール出版）
- 少女組さやか（2001年・久保書店）
- えっち組ちひろ（2002年・久保書店）

### ゲームブック
- ロリータ・ハンティング なんてったって・桃色トマト （1986年・東京三世社）

## ゲーム
ファミコン
- 亜紀とつかさの不思議の壁（1988年 ハッカーインターナショナル 販売：SUPER PIG）

ファミリーコンピュータのディスクシステム上で動作するアダルトゲーム。内山はパッケージイラストやゲーム内のCGの原画を担当。任天堂非公認のアダルトソフトであることでも有名。
- 美少女セクシーダービー
- 美少女セクシースロット
- 美少女セクシーパズル

PC-8801
- 内山亜紀の超番外制服図鑑＋(プラス)
- SEXY VOICE・不思議の壁
- 東京女子高制服を脱いだ図鑑 Part 1
- 東京女子高制服を脱いだ図鑑 Part 2
- 東京女子高制服を脱いだ図鑑 Part 3
- 内山亜紀の SEXY VOICE SERIES 堕天使KYOUKO
- 内山亜紀の SEXY VOICE SERIES 媚少女NORIKO
- 内山亜紀の SEXY VOICE SERIES 魔剣士KUMIKO
- アリスたちの午後1
- アリスたちの午後2